# La Magdalena (Terrassa)
La Magdalena és un antic edifici industrial de Terrassa (Vallès Occidental) inclòs a l'Inventari del Patrimoni Arquitectònic de Catalunya. És situat al barri de Ca n'Aurell i ocupa el bloc delimitat pels carrers de Faraday, Watt i Galvani i la plaça de Baltasar Ragon.

## Descripció
És un gran edifici industrial format per una nau de planta baixa i pis, amb un tercer pis a la part davantera. Les obertures de totes les façanes són rectangulars, i s'agrupen seguint un eix vertical definit per un emmarcament motllurat de maó i pilastres intermèdies. L'antiga fàbrica té dos accessos: el principal al carrer de Faraday, de caràcter monumental, i un altre al carrer de Galvani.

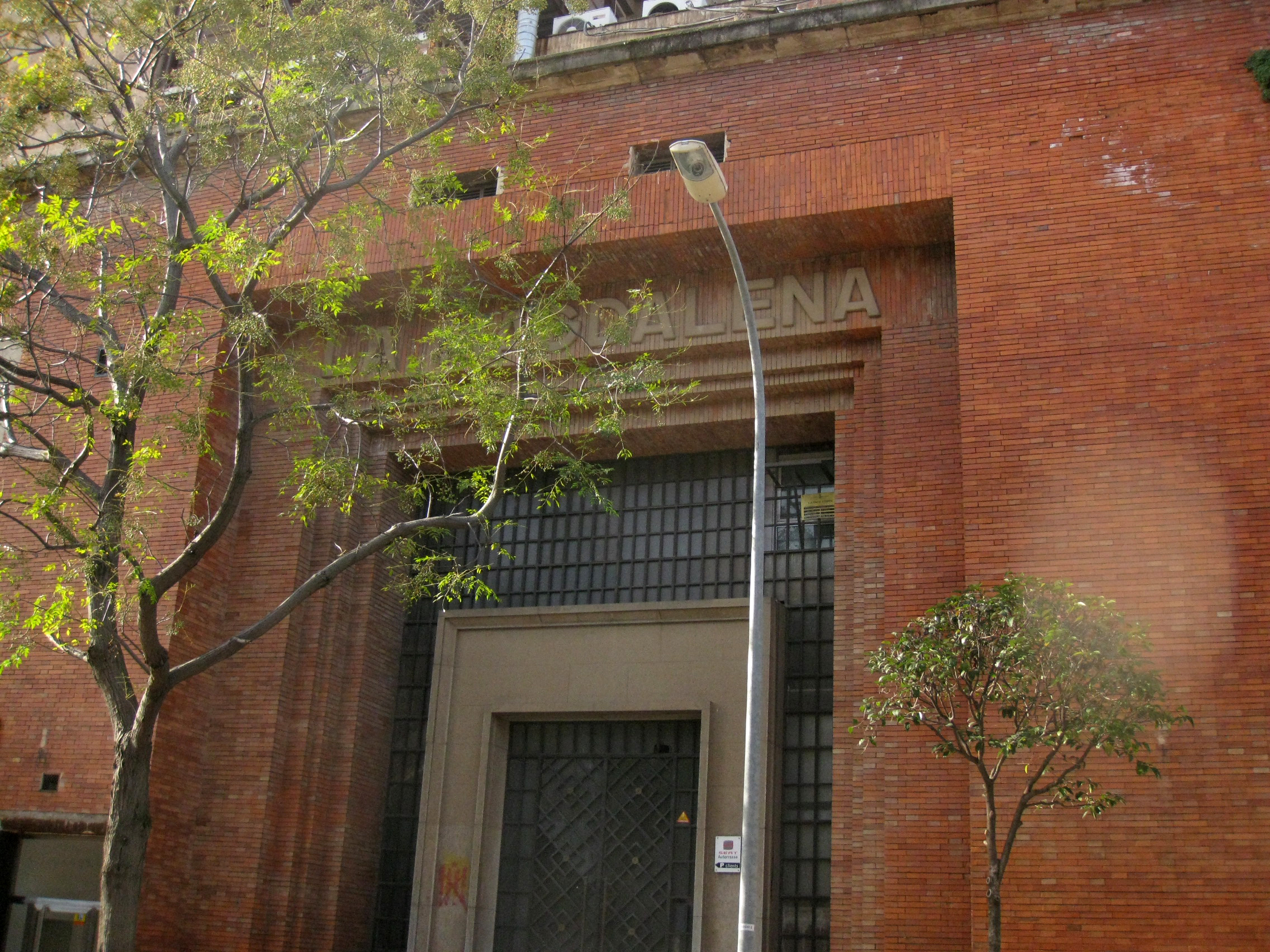
Entrada monumental del carrer de Faraday

Com a elements decoratius, en destaquen el relleu escultòric de la façana que dona a la plaça de Baltasar Ragon, obra de Carles Armiño, que representa una al·legoria sobre el món tèxtil llaner, i els mosaics de Santiago Padrós a l'interior de l'escala principal de l'edifici.

## Història
La fàbrica de filats La Magdalena va ser bastida els anys 1941-1942 per l'arquitecte Ignasi Escudé i Gibert a instàncies de l'empresari tèxtil Joan Mach i Brasa, per la qual cosa l'edifici és conegut popularment també com a Can Mach. Actualment la fàbrica ja no funciona i una part de l'edifici acull un concessionari d'automòbils. El 2009 es va publicar un estudi de reforma i rehabilitació de l'antiga fàbrica per destinar-lo a ús residencial.